# Aconitum tauricum
Aconitum tauricum — вид квіткових рослин родини жовтецевих (Ranunculaceae). Ареал: Австрія, Німеччина, Італія, Польща, Румунія, Боснія і Герцеговина, Хорватія, Словенія.

## Екологія
Росте вздовж струмків і у високих трав'янистих заплавах, віддає перевагу кислим субстратам, рідше на вапняку або доломіті. Росте на висотах 600–2600 метрів, з осередком переважно в субальпійському ярусі, рідше виринає водотоками на нижчі висоти.

## Морфологічна характеристика
Багаторічна трав'яниста рослина (10)40–80(100) см заввишки, з прямим, жорстким стеблом; коренеплоди товсті. Листки чергові; листкова ніжка 3–5 см завдовжки; листкова пластина майже кругла, пальчасто-лопатева, близько 12 см завдовжки і 10 см завширшки, голі, темно-зелені, сегменти з'єднані біля основи на довжину близько 5–8 мм. Суцвіття — щільна китиця; приквітки від лінійних до ниткоподібних. Квітки симетричні; оцвітина зазвичай насичено-пурпурова, шолом 1.5–1.6 см завдовжки. Плід — стручкоподібна листянка, дозріле насіння — чорного кольору.

## Отруйність
Рослина отруйна через наявність алкалоїдів, таких як аконітин.